# La Pernelle
La Pernelle é uma comuna francesa na região administrativa da Normandia, no departamento da Mancha. Estende-se por uma área de 7,23 km². Em 2010 a comuna tinha 269 habitantes (densidade: 37,2 hab./km²).